# Bremer Stadsmuzikanten (Efteling)
De Bremer Stadsmuzikanten is een klein standbeeld in het Nederlandse attractiepark de Efteling, dat zich bevindt te midden van een fontein op het Anton Pieckplein. Het is een uitbeelding van de vier hoofdfiguren uit het gelijknamige sprookje van de gebroeders Grimm. Het beeldje is ontworpen door Michel den Dulk en is in het park te vinden sinds 2003.  
Lijst van attracties in de Efteling · Lijst van sprookjes in de Efteling · Afbeeldingen